# Henry Kaiser
Henry Kaiser (Oakland, Californië, 19 september 1952) is een Amerikaanse jazz- en rock-gitarist en componist die onder meer actief is in vrije improvisatie. Hij heeft ruim 35 platen gemaakt en was als gastmusicus of producer betrokken bij meer dan 150 albums. 
Kaiser is kleinzoon van de Amerikaanse industrieel Henry J. Kaiser. Zijn eerste opnames waren soloplaten of platen van spontaan samengestelde groepen. Hij werkte onder meer met de Britse gitarist en componist Fred Frith, Rova Saxophone Quartet, de pianist Greg Goodman en Diamanda Galás. In de jaren tachtig oriënteerde hij zich op de rock-sound van de jaren zestig en zeventig. Hij speelde samen met gitarist Derek Bailey en Jim O'Rourke en nam in de jaren negentig platen op met David Lindley. Met trompettist Wadada Leo Smith nam hij twee albums op in de geest van de elektrische rock van Miles Davis uit de jaren zeventig.
Kaiser heeft ook gewerkt als onderwater-cameraman. Filmwerk kwam terecht in twee films van Werner Herzog, The Wild Blue Yonder (2005) en Encounters at the End of the World (20070, films die Kaiser ook geproduceerd heeft. Kaiser speelde ook mee op de soundtrack van Herzogs documentaire Grizzly Man.
- Bibsys: 1031659
- Biblioteca Nacional de España: XX4932782
- Bibliothèque nationale de France: cb13925823m (data)
- Gemeinsame Normdatei: 134632079
- International Standard Name Identifier: 0000 0001 1576 6998
- Library of Congress Control Number: n81026357
- MusicBrainz: 3b4ce4be-55a1-44bb-abdc-bcc504f30ca1
- National Archives and Records Administration: 10568909
- Nationale Bibliotheek van Tsjechië: xx0048538
- Nationale Bibliotheek van Israël: 987007404800905171
- SNAC: w6vv7tmv
- Virtual International Authority File: 85608201
- WorldCat: E39PBJy4h44PjWVcFq3fJdm68C